# Museo archeologico naturalistico Adolfo Klitsche De La Grange
Il Museo archeologico naturalistico Adolfo Klitsche De La Grange espone materiale naturalistico, oltre a reperti frutto delle campagne archeologiche nel territorio comunale.

## Descrizione
Il Museo è dedicato a Adolfo Klitsche De La Grange, tecnico minerario che lavorara per lo Stato Pontificio, appassionato archeologo che casualmente effettuò i primi ritrovamenti archeologi nei monti della Tolfa, importanti perché tra i primi ritrovamenti protovillanoviani nell'Italia centrale. Parte della sua importante collezione oggi è esposta nel Museo nazionale preistorico etnografico Luigi Pigorini di Roma.
Il Museo si trova nel centro storico di Allumiere, accanto alla Chiesa Camerale. La struttura ha sede nel Palazzo della Reverenda Camera Apostolica, costruito intorno al 1580 per volontà di Papa Gregorio XIII, per ospitare gli uffici e il personale dell'amministrazione delle miniere di allume e la Corte Pontificia in visita alle attività estrattive.
Nuove scoperte nei primi anni del 1950 spingono, su sollecitazione di Odoardo Toti, l'Amministrazione Comunale ad istituire un Antiquarium, che nel 1966 acquisisce, in occasione del VI Congresso Internazionale di Scienze Preistoriche e Protostoriche, il titolo di Museo Civico.
Al primo piano dell'edificio sono ospitate le seguenti sezioni: paleontologica, con documentazione relativa alla fauna e alla flora del Pleistocene iniziale, preistorica e protostorica, con presentazione di numerosi siti dal Paleolitico medio all'età del Ferro; etrusca con corredi funerari; romana, con materiali provenienti dalle ville rustiche della zona, con oggetti di uso quotidiano.
Al secondo piano seguono le sezioni relative al tardo-antico e all'alto Medioevo, con vasellami di uso domestico e maioliche tardo – medievali; segue una documentazione relativa allo sfruttamento delle risorse minerarie dal XV al XIX secolo, con ricostruzioni e diorami sui metodi di estrazione e lavorazione dell'allume e altri minerali.
La sezione naturalistica illustra la fauna e la flora del territorio, le caratteristiche vegetazionali, il popolamento animale, gli ecosistemi naturali, gli aspetti legati alla presenza dell'uomo, le rocce, la geologia e la mineralogia. La prima sala è dedicata alla ricostruzione dei principali ambienti presenti sul territorio;La seconda sala è dedicata alla fauna entomologica dell'area, integrata con pannelli esplicativi e ricostruzioni con modelli realistici e in scala maggiorata. All'interno della stessa sala à allestito uno spazio riservato al “Faggeto”, bosco eccezionale di faggi sotto quota (500–600 m s.l.m.), con individui maestosi ed imponenti.
Pertanto il Museo Civico è oggi il principale centro per la documentazione del patrimonio preistorico e naturalistico del comprensorio tolfetano-cerite,in grado di offrire laboratori dotati di stereomicroscopi e audiovisivi ed un laboratorio di palinologia e microfotografia, applicate alla sezione paleontologica.
Inoltre, il Museo rinnova ogni anno il suo appuntamento con i laboratori didattici, proponendo il progetto "un museo tutto da scoprire", percorso formativo che dà la possibilità a moltissime scuole e agli studenti di vivere la struttura museale in tutti i suoi aspetti e soprattutto di conoscere ed approfondire le caratteristiche più affascinanti e misteriose dell'archeologia e del mondo naturale.